# Silicon Alley

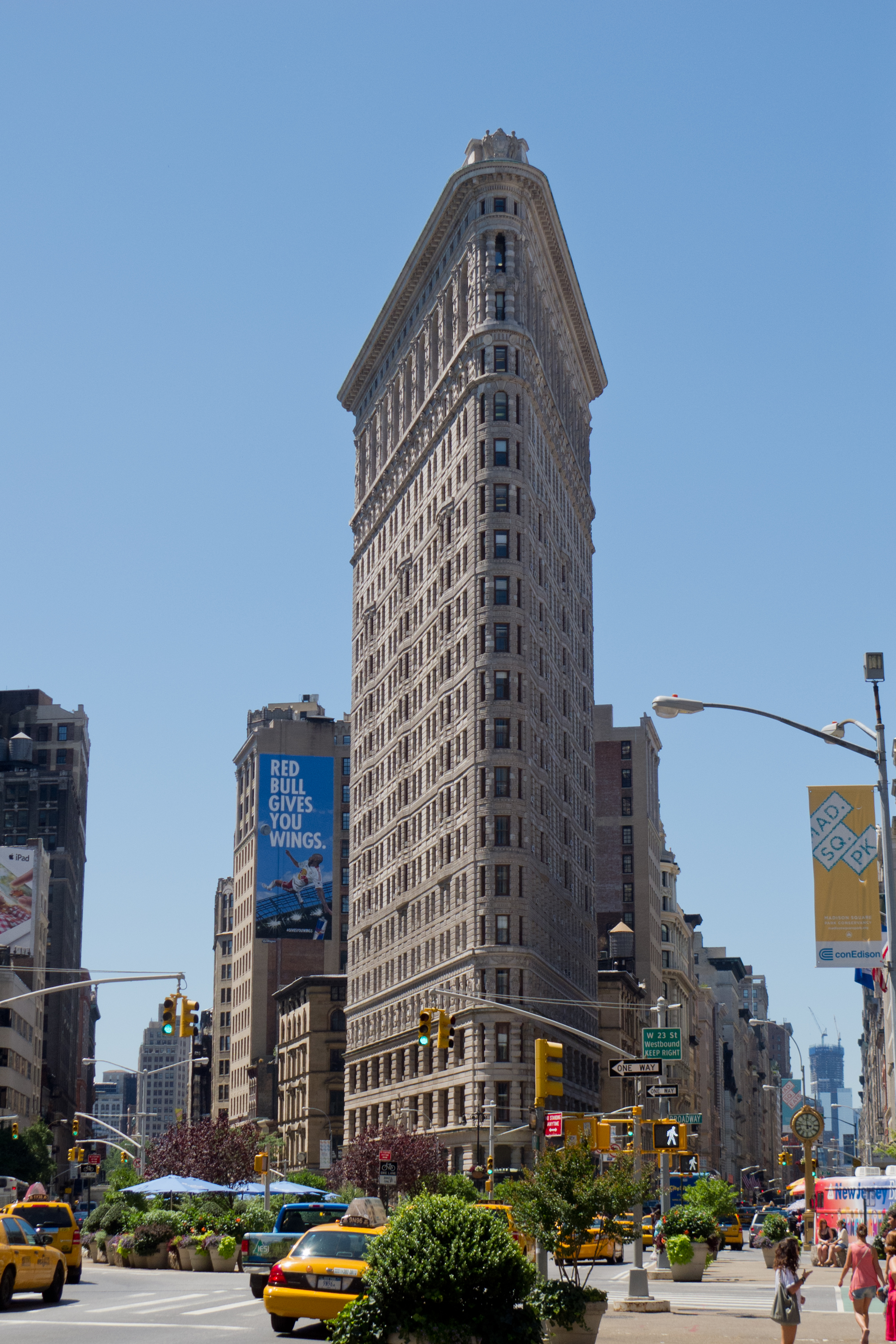
Una vez, el Flatiron District fue la cuña del Silicon Alley.

Silicon Alley (derivada de 'Silicon Valley' en California) es una metonimia que se refiere a una asociación de empresas tecnológicas dedicada a la producción, fabricación, comercialización de productos y/o prestación de servicios basados o directamente relacionados con el ámbito de las tecnologías y telecomunicaciones en Manhattan, Nueva York. Originalmente, el término se refiere al grupo de estas empresas, que se extiende desde el Flatiron District hasta el SoHo y TriBeCa. Es una de las zonas de mayor desarrollo tecnológicos de los últimos 10 años. 

## Historia y evolución
Silicon Alley,  comenzó su crecimiento a partir del año 1990, cuando empresas como Agency.com, Razorfish, Medscape, y The Mining Company (actualmente About.com), alcanzaron un gran éxito local. 
La primera publicación de Silicon Alley fue @NY, un boletín de noticias en línea de vanguardia fundado en el verano de 1995 por Tom Watson y Jason Chervokas. La primera revista en centrarse en las oportunidades de capital de riesgo en Silicon Alley, AlleyCat Noticias, fue co-fundada por Anna Copeland Wheatley Stites y Janet en se el otoño de 1996. Courtney Pulitzer, a partir de su columna «@La escena» con @NY creó Courtney Pulitzer's Cyber Scene así como una red de populares eventos denominada "Cócteles con Courtney". Silicon Alley Reporter comenzó a publicar en octubre de 1996; fue fundada por Jason Calacanis y estuvo activa entre 1996 y 2001. @NY, las revistas impresas y los asistentes a la cobertura por los medios de comunicación de prensa más grandes de Nueva York ayudaron a popularizar el nombre, y la idea de la ciudad de Nueva York como centro punto-com. 
En 1997, más de 200 miembros y dirigentes de Silicon Alley se sumaron a los empresarios de Nueva York, Andrew Rasiej y Cecilia Pagkalinawan para ayudar a cablear la Washington Irving High School a la Internet. Esta tremenda respuesta y la creciente necesidad de la integración de la tecnología del Departamento de Educación marcó el nacimiento de MOUSE, una organización que hoy en día sirve a decenas de miles de jóvenes sub atendidos en las escuelas en cinco estados y más de 20 países. Después de que la burbuja estalló, Silicon Alley Reporter fue rebautizada como Venture Reporter en septiembre de 2001 y finalmente vendida a Dow Jones. El auto-financiado AlleyCat Noticias dejó de publicarse en octubre de 2001.
Un par de años después de que explotó la burbuja de Internet, Silicon Alley comenzó a retomar auge con la ayuda de NY Tech meetup y NextNY. Desde entonces, Silicon Alley ha crecido lenta y constantemente hasta ganarse lugar respetado entre los centros de innovación en el mundo. Desde 2003 Silicon Alley ha experimentado un crecimiento constante en el número de empresas de nueva creación. A partir de 2007 la segunda oficina más grande de Google se instala en Nueva York, así como las empresas de medios de comunicación y publicidad en línea, como Eyeblaster, DoubleClick, Roo y meetup.com.[cita requerida]